# Ambassador Magma
Ambassador Magma (яп. マグマ大使, Maguma Taishi) — серія манґи і токусацу, створена Осаму Тедзукою. Серіал, вироблений P Productions, транслювався на Fuji TV з 4 липня 1966 року по 26 червня 1967 року і складався з 52 серій. Це перший кольоровий телесеріал токусацу в Японії, який випередив «Ультрамена» від Tsuburaya Productions на шість днів.

## Сюжет
Серіал найбільш відомий своїми людиноподібними героями-роботами, які реагували на кризи, перетворюючись на ракети для боротьби з різноманітними динозавроподібними космічними монстрами, і безликими, схожими на ніндзя лиходіями, яких називають людьми Модокі (人間モドキningen-modoki, буквально «муляж людини»), чиї трупи після вбивства перетворювалися на слиз, нагадуючи згустки.
Основний конфлікт історії стосувався злого космічного лиходія на ім'я Гоа, який постійно намагався завоювати Землю, посилаючи нового динозавроподібного монстра з глибокого космосу, щоб напасти на Японію. Історії, як правило, вирішувалися у двох-чотирьох епізодах, подібно до «Доктора Хто» від BBC, і Гоа знаходив нового монстра, щоб розпочати нову боротьбу. Зусиллям Гоа протистояв древній білобородий чарівник на ім'я Земля, якому допомагала трійця людиноподібних роботів, здатних трансформуватися з людської форми в ракетну.
Людський інтерес до цієї історії представляла сім’я з трьох осіб: хлопчик на ім’я Мамору, його мати Томоко та батько-журналіст Ацуші Муракамі. Сім'я потрапила в цю історію через бажання лиходія Родака опублікувати новини про свою присутність у світових ЗМІ. Сім'я Муракамі постійно потрапляє під перехресний вогонь нападів монстрів, їх переслідують люди Модокі та шпигуни Гоа. Основний підсюжет серіалу розвинувся, коли матір Мамору викрали люди Модокі і утримували в невизначених умовах протягом кількох епізодів.
У перших серіях команда роботів була дуетом, що складався з 50-футового (15 м) золотого робота на ім'я Магма і його супутниці, гуманоїдної жінки в срібному одязі на ім'я Мол. В серіалі натякається, що їх створив чарівник Земля. На початку серіалу Земля доповнив команду, щоб відобразити сім'ю Муракамі, створивши гуманоїда-ракетника на ім'я Гам, схожого на Мамору, в його фірмовому червоно-білому светрі-жилеті. Всі члени команди роботів могли трансформуватися в ракети, які були позначені відповідно золотим, срібним та червоно-білим кольорами. У кожного з них з голови стирчали антени у вигляді лампочок, здатні випускати спрямовані вибухи гамма-променів. Магма і Мол могли стріляти ракетами з грудної клітки, але в серіалі Мол робила це лише один раз. Регулярно використовуваним сюжетним прийомом була здатність Мамору викликати роботів за допомогою спеціального високочастотного свистка: один раз для виклику Гами, двічі для виклику Мол і тричі для виклику Магми.

## Амбассадор Магма
Амбассадор Магма, незважаючи на свою роботоподібну зовнішність, не є справжнім роботом, а насправді живим велетнем, викуваним із золота. Вірний своєму оригінальному образу з манги, у пілотній серії серіалу Тецуя Уодзумі, актор, який зіграв Магму, насправді носив золотий грим на обличчі. Але швидко виникли такі труднощі, як буряково-червоний колір обличчя самого Уодзомі, що заглушав золотий грим. Рішення виявилося простим: у всіх наступних серіях шоу Уодзумі носив золоту маску, схожу на людську.
Магма, як і його дружина Мол та син Гам, перетворюється на гігантський ракетний корабель. Дійсно, він вважається одним з перших мех-трансформерів, ще до виходу аніме Brave Raideen, який встановив стандарт для цього жанру.
Він також стріляє ракетами з панелі, розташованої у нього на грудях, і (як Мол і Гам) вистрілює електричними блискавками зі своїх антен.

## Серіал
Серіал-токусацу вперше вийшов в ефір в Японії 4 липня 1966 року. Було знято 52 серії по 25 хвилин кожна. Він був відомий іспанською як Monstruos del Espacio, а в деяких англомовних країнах як Space Avenger.

## Аніме
13-серійний аніме-ремейк у вигляді OVA був створений у 1993 році. Цей серіал слугував переказом оригінального серіалу. Це був спільний проєкт Bandai Visual, Tezuka Productions і PLEX, а режисером став Хідехіто Уеда.

## Інші появи
Амбассадор Магма з’являється як камео в грі Astro Boy: Omega Factor 2004 року для Nintendo Game Boy Advance разом із низкою інших персонажів, створених Осаму Тедзукою.